# 朱偰
朱偰（1907年4月15日—1968年7月15日），字伯商，浙江海盐人，经济学家、文物保护专家。

## 生平
朱偰幼承家学，1923年入北京大学预科，1925年入北京大学本科学政治，1929年入德国柏林大学，1932年获经济学博士学位。归国后任中央大学经济学教授。业余时间经实地考察，拍摄大量照片，于1936年出版《金陵古迹名胜影》等3部书。1955年初任江苏省文化局副局长。1955年南京拆除中华门、太平门、草场门时，朱偰明确表示反对，因此于1957年被划为右派。1961年“摘帽”，分到南京图书馆工作。1968年7月15日被迫害致死，临死前留下绝笔：“我没有罪，你们这样迫害我，将来历史会证明你们是错误的。”
著名的抗戰歌曲《還我河山》是由朱偰作詞，由陳田鶴譜曲。

## 家庭
父親：朱希祖（朱偰為長子）
姊妹：朱倓（罗香林之妻）
兒子：朱元曙

## 著作
- . 商務印書館. 1946.